# Proasellus rouchi
Proasellus rouchi là một loài chân đều trong họ Asellidae. Loài này được Henry miêu tả khoa học năm 1980.